# Cateto a babor
Cateto a babor es una película española dirigida por Tito Fernández que se estrenó el 16 de marzo de 1970. Es un remake de Recluta con niño (1955).

## Argumento
Miguel Cañete es un joven pueblerino que tiene un grave problema: ha sido llamado a filas para realizar su servicio militar en la Armada y no sabe dónde dejar a su hermano pequeño, Quique, del que cuida desde que se quedaron huérfanos. Primero lo deja en casa de Jacinta, una chica del pueblo a la que promete casarse con ella al volver, pero al niño no le gusta y se escapa siguiendo a su hermano. Antes de presentarse en el cuartel Miguel deja a Quique en casa de la tía Enriqueta, que lo acepta a regañadientes. Miguel por su inocencia es objeto de todo tipo de bromas y novatadas, y sus torpezas hacen que el sargento Canales lo arreste continuamente.
Pero Quique no es tratado bien por su tía y Miguel se lo lleva presentándose con él en el cuartel. Allí el sargento le da un día de plazo para que encuentre un lugar donde dejar al niño. Entonces conocen casualmente en la playa a Julia, una hermosa y simpática ciega, que se compromete a cuidar del niño en casa de sus padres, resultando ser la hija del sargento Canales, que al final acepta quedarse con el niño. El gesto del sargento hace que Miguel se esfuerce todo lo posible para ser un buen soldado y agradar a su superior. Mientras, en las visitas que realiza a su hermano, Miguel y Julia se enamoran.
Entre tanto operan a Julia y recupera la vista. Tras la operación Miguel se resiste a visitarla porque teme que al verle pueda pensar que es feo, por lo que se presenta voluntario para unas maniobras en el portahelicópteros Dédalo.
Tras sufrir un pequeño accidente Miguel va a ser trasladado a la enfermería en tierra pero los pilotos del helicóptero enferman y Miguel demuestra a todos su valía consiguiendo aterrizar el helicóptero, por lo que resulta condecorado, y por fin se reúne con Julia.

## Reparto
- Alfredo Landa: Miguel Cañete Moste.
- Ahui Camacho: Quique Cañete Moste.
- José Gálvez: Sargento Canales, alias el tigre de San Fernando.
- Enriqueta Carballeira: Julia, la hija del sargento.
- Florinda Chico: Rosario, la madre de Julia y esposa de Canales.
- José Sacristán: recluta compañero de Miguel.
- Laly Soldevila: Jacinta
- Margot Cottens: tía Enriqueta
- Rafaela Aparicio: Elisa, la criada de Enriqueta.
- Luis Barbero: Alfredo, visitante de Enriqueta.